# Centromerus amurensis
Centromerus amurensis är en spindelart som beskrevs av Kirill Yeskov och Yuri M. Marusik 1992. Centromerus amurensis ingår i släktet Centromerus och familjen täckvävarspindlar. Inga underarter finns listade i Catalogue of Life.